# راينر فرويز
راينر فرويز (بالإنجليزية: Rainer Froese)‏‏ (25 أغسطس 1950 في فيسمار - ) عالم ساهم في قاعدة الأسماك.